# Stanley Peninsula
Stanley Peninsula (kinesiska: 赤柱半島, 赤柱半岛) är en halvö i Hongkong (Kina).